# Agnsjön, Alingsås kommun
Agnsjön är bebyggelse i Hemsjö socken i Alingsås kommun söder om Alingsås. SCB avgränsar här en småort från 2023.